# 格蘭德艾蘭 (加利福尼亞州)
格蘭德艾蘭（英語：Grand Island）是位於美國加利福尼亞州科盧薩縣的一個非建制地區。該地的面積和人口皆未知。

## 地理
格蘭德艾蘭的座標為39°03′58″N 121°52′06″W / 39.06611°N 121.86833°W，而該地的平均海拔高度為10米（即33英尺）。